# 照明士
照明士（しょうめいし）とは、照明に関する高度な専門知識を持つ照明のスペシャリスト。社団法人照明学会が認定する称号。

## 概略
照明演出の専門家で住宅、オフィス、ホテルの他、工場、トンネル内の照明設備など、設置環境に応じた照明計画・提案を行う。建築メーカー・照明メーカー・住宅メーカーの社員の他、インテリアコーディネーターなどが照明士の称号を取得している事が多い。
照明士は同じ照明学会が認定する照明コンサルタントより高い専門知識を持つとされる。
認定には通信教育、小論文、スクーリングで構成される約半年間の専門講座を受講し合格する必要がある。最終過程であるスクーリング後に、認定証とSLCで始まる個人番号が授与される。
専門講座の受講対象者は照明コンサルタント、4～5年間の照明関連の業務経験者とされているが必須ではない。
専門講座の受講や、照明士の称号維持には照明学会の会員であることが必要であるが、受講申込時に入会申込可能。